# Corcubión (Gerichtsbezirk)
Der Gerichtsbezirk Corcubión ist einer der 14 Gerichtsbezirke in der Provinz A Coruña.
Der Bezirk umfasst 8 Gemeinden auf einer Fläche von 711,94 km² mit dem Hauptquartier in Corcubión.

## Gemeinden
| Gemeinde                 | Einwohner (2024) | Fläche km² | Dichte Einw./km² | Cod INE | Postleitzahl |
| ------------------------ | ---------------- | ---------- | ---------------- | ------- | ------------ |
| Camariñas                | 5.098            | 51,60      | 99               | 15016   | 15123        |
| Cee                      | 7.740            | 57,45      | 135              | 15023   | 15270        |
| Corcubión                | 1.678            | 6,52       | 257              | 15028   | 15130        |
| Dumbría                  | 2.776            | 125,19     | 22               | 15034   | 15151        |
| Fisterra                 | 4.704            | 29,43      | 160              | 15037   | 15155        |
| Muxía                    | 4.380            | 121,19     | 36               | 15052   | 15124–15126  |
| Vimianzo                 | 6.808            | 187,27     | 36               | 15092   | 15127, 15129 |
| Zas                      | 4.261            | 133,29     | 32               | 15093   | 15850        |
| Gerichtsbezirk Corcubión | 37.445           | 711,94     | 53               | –       | –            |